# Verbascum
Verbascum L. è un genere di piante della famiglia Scrophulariaceae.

## Etimologia
Il nome Verbascum deriva dalla radice virb (proprio anche alla Verbena) che significa verga. Il nome greco invece, phlomos, ha una radice preindoeuropea che è riconducibile a bhle, che significa gonfiarsi, ma anche brillare. Questo deriva dal fatto che la pianta era usata come stoppino per le lucerne fin da tempi antichissimi; anche in accadico il nome della pianta vuole dire lucerna.

## Distribuzione e habitat
Originario dell'Europa e dell'Asia, è presente con alcune specie anche in Italia.

## Tassonomia
Il genere Verbascum comprende circa 450 specie di piante erbacee perenni ed annuali tra cui:
- Verbascum agrimoniifolium Huber-Morath
- Verbascum austriacum Schott
- Verbascum barnadesii Vahl
- Verbascum blattaria L.
- Verbascum brevipedicellatum (Engl.) Huber-Mor.
- Verbascum calycosum Hausskn. ex Murb.
- Verbascum chaixii Vill.
- Verbascum chinense (L.) Santapau
- Verbascum densiflorum Bertol.
- Verbascum drymophiloides Gritzenko
- Verbascum gabrielianae Hub.-Mor.
- Verbascum ikaricum Murb.
- Verbascum laxum Filar. & Jav.
- Verbascum lychnitis L.
- Verbascum megricum Huber-Morath
- Verbascum nigrum L.
- Verbascum nudicaule Takht.
- Verbascum oreophilum C. Koch
- Verbascum orientale (L.) All.
- Verbascum phlomoides L.
- Verbascum phoeniceum L.
- Verbascum samniticum Ten.
- Verbascum schachdagense Gritzenko
- Verbascum siculum Tod.
- Verbascum sinuatum L.
- Verbascum songaricum Schrenk
- Verbascum speciosum Schrad.
- Verbascum suworowianum Kuntze
- Verbascum thapsus L.
- Verbascum undulatum Lam.
- Verbascum varians Freyn & Sint.
- Verbascum virgatum Stokes

## Componenti principali

### Nel fusto
Glucosidi, flavonidi, flavonoidi, esperidina, mucillagine, saponine, fitosteroli, verbascosaponina, esperidina, arpagoside, iridoidi, rutina, lutedina, apigenina, aucubina.

### Nei fiori
Olio essenziale che contiene:
Acido fenil carbossilico, acido caffeico, acido ferulico, acido protocatechico, idrati di carbonio, alcaloidi simil-papavero.

## Usi
In erboristeria sono utilizzati fiori e foglie che vengono utilizzate per:
- Tosse;
- Faringite;
- Tracheite;
- Antinfiammatorio;
- Bronchite;
- Diuretico;
- Sedativo.

Le foglie del tasso barbasso offrono gradito nutrimento alla coturnice.